# Лорак (коммуна)
Лора́к (фр. Laurac) — коммуна во Франции, находится в регионе Лангедок — Руссильон. Департамент коммуны — Од. Входит в состав кантона Фанжо. Округ коммуны — Каркасон.
Код INSEE коммуны — 11196.

## Население
Население коммуны на 2008 год составляло 167 человек.
| 1962 | 1968 | 1975 | 1982 | 1990 | 1999 | 2008 |
| ---- | ---- | ---- | ---- | ---- | ---- | ---- |
| 183  | 153  | 123  | 118  | 140  | 124  | 167  |

## Экономика
В 2007 году среди 96 человек в трудоспособном возрасте (15—64 лет) 67 были экономически активными, 29 — неактивными (показатель активности — 69,8 %, в 1999 году было 64,2 %). Из 67 активных работали 59 человек (32 мужчины и 27 женщин), безработных было 8 (3 мужчины и 5 женщин). Среди 29 неактивных 7 человек были учащимися или студентами, 12 — пенсионерами, 10 были неактивными по другим причинам.

## Фотогалерея

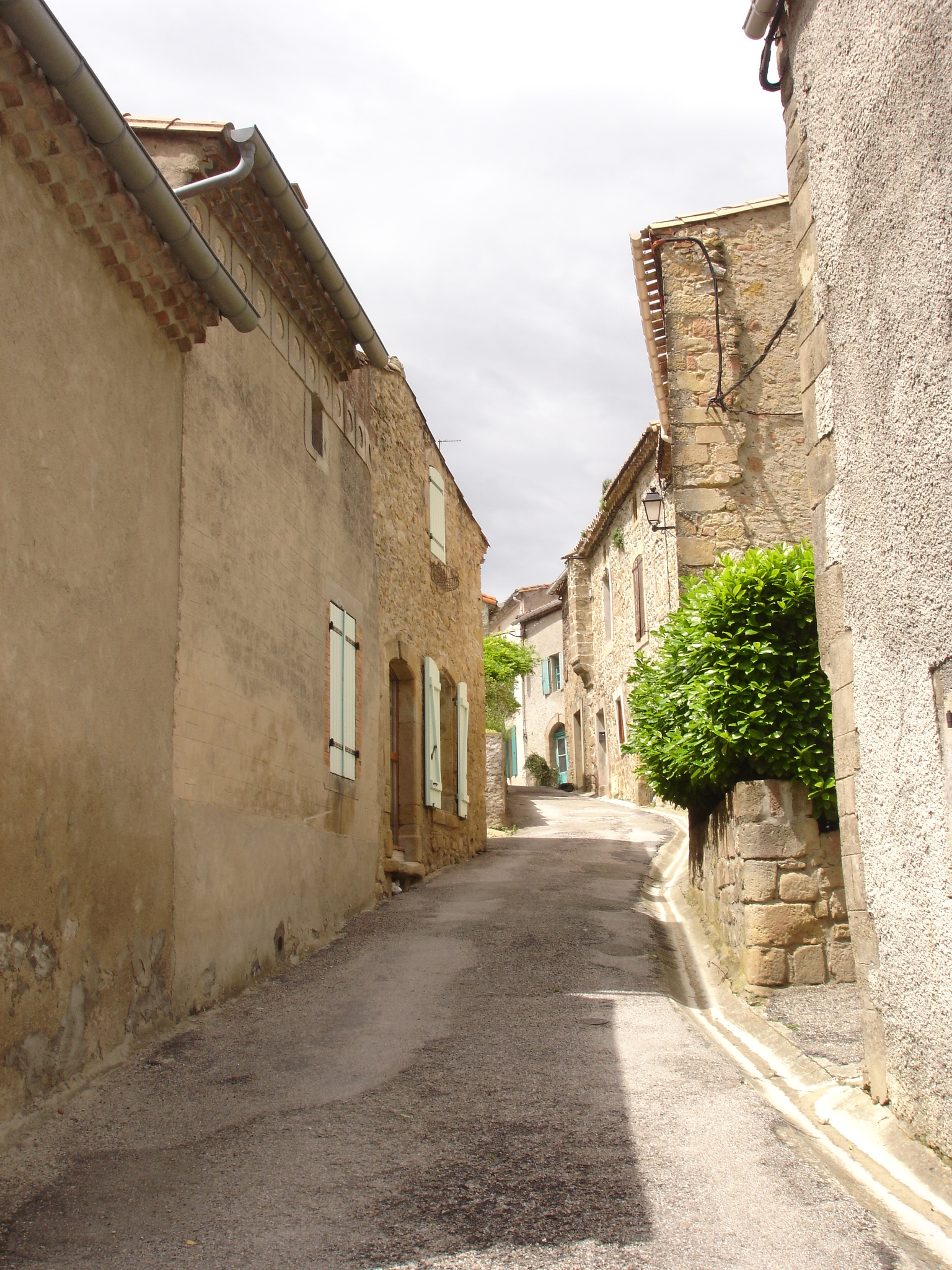
Улица
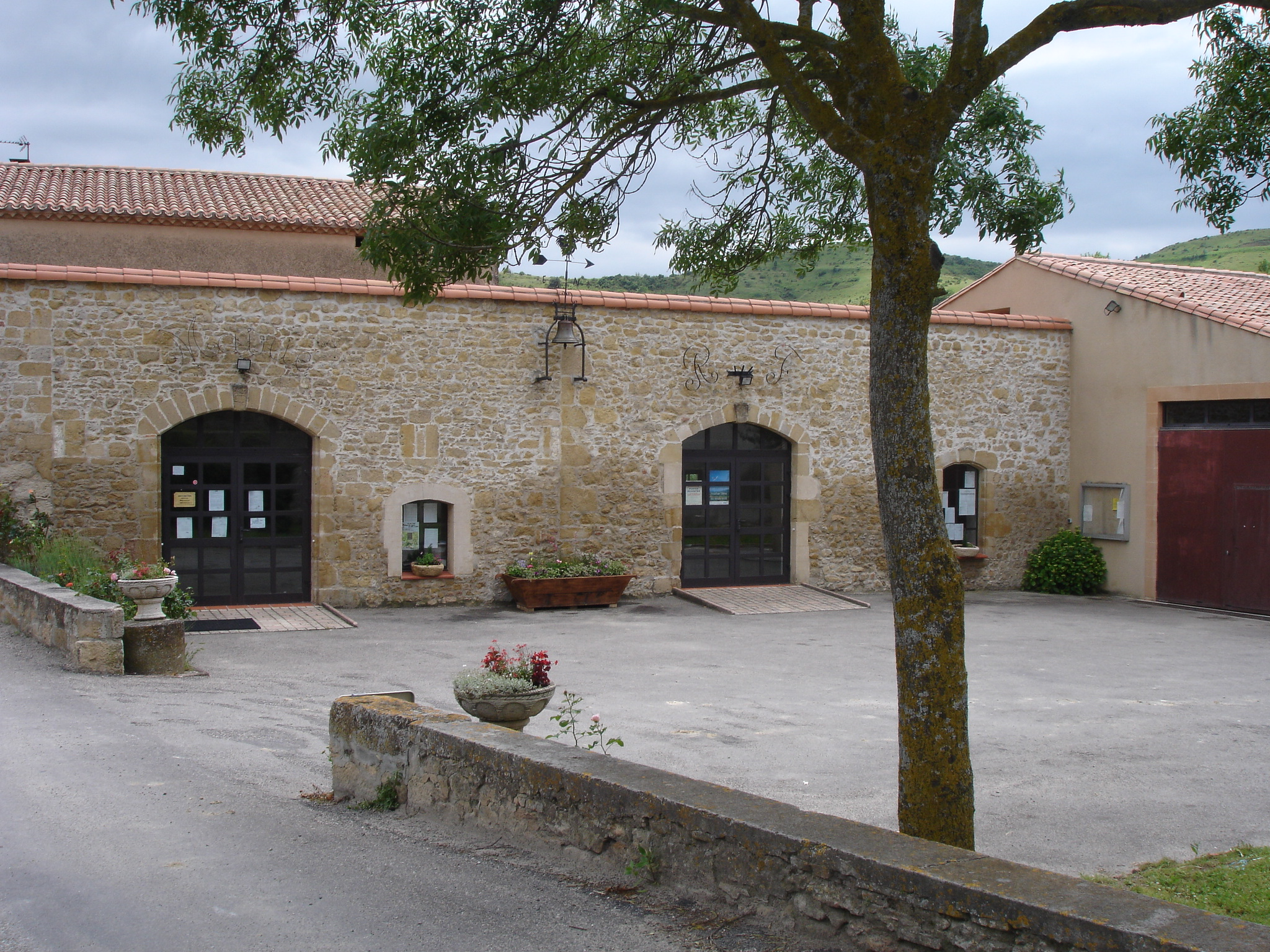
Мэрия
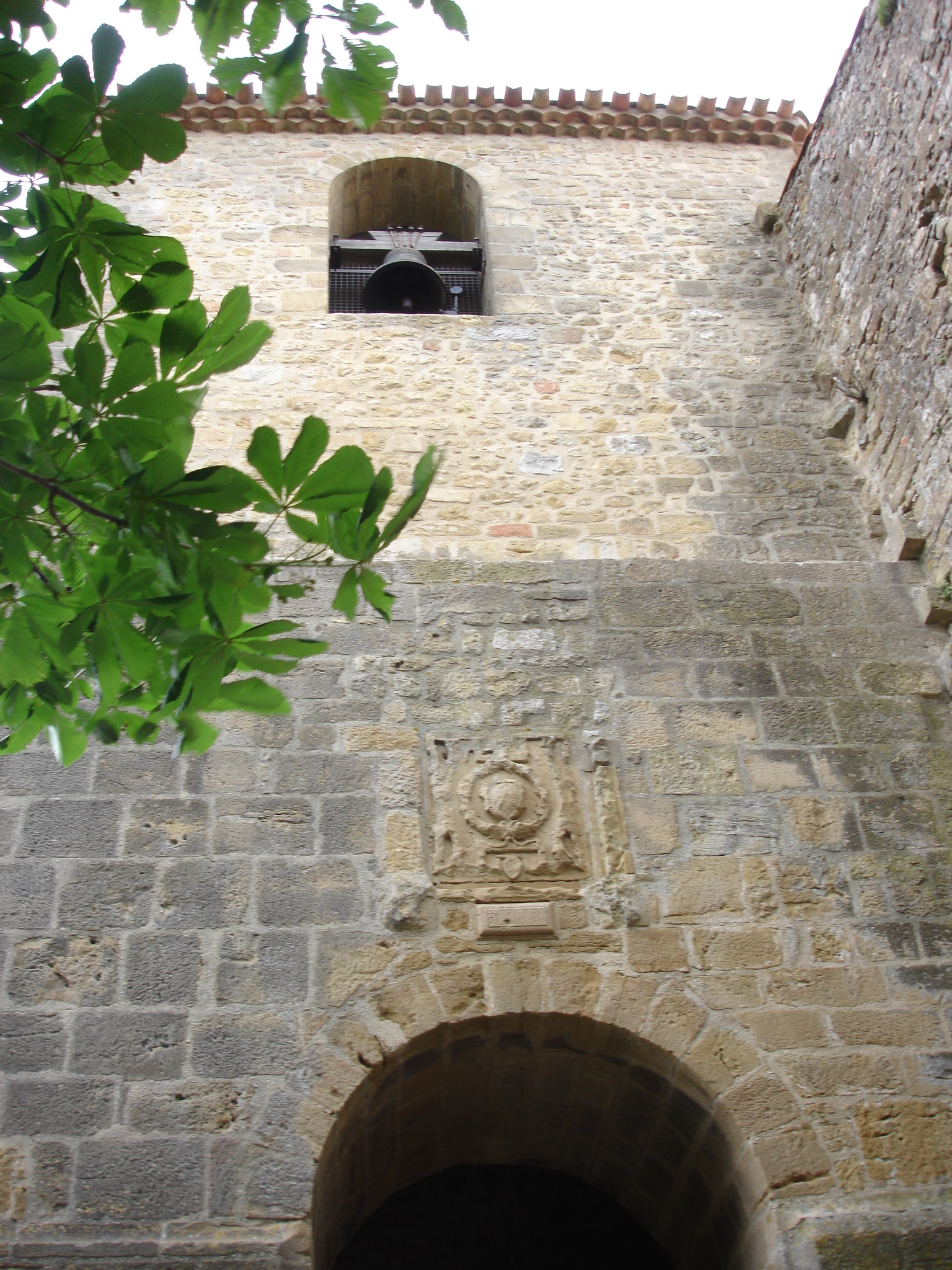
Церковь